# Templo de Baal-Shamin

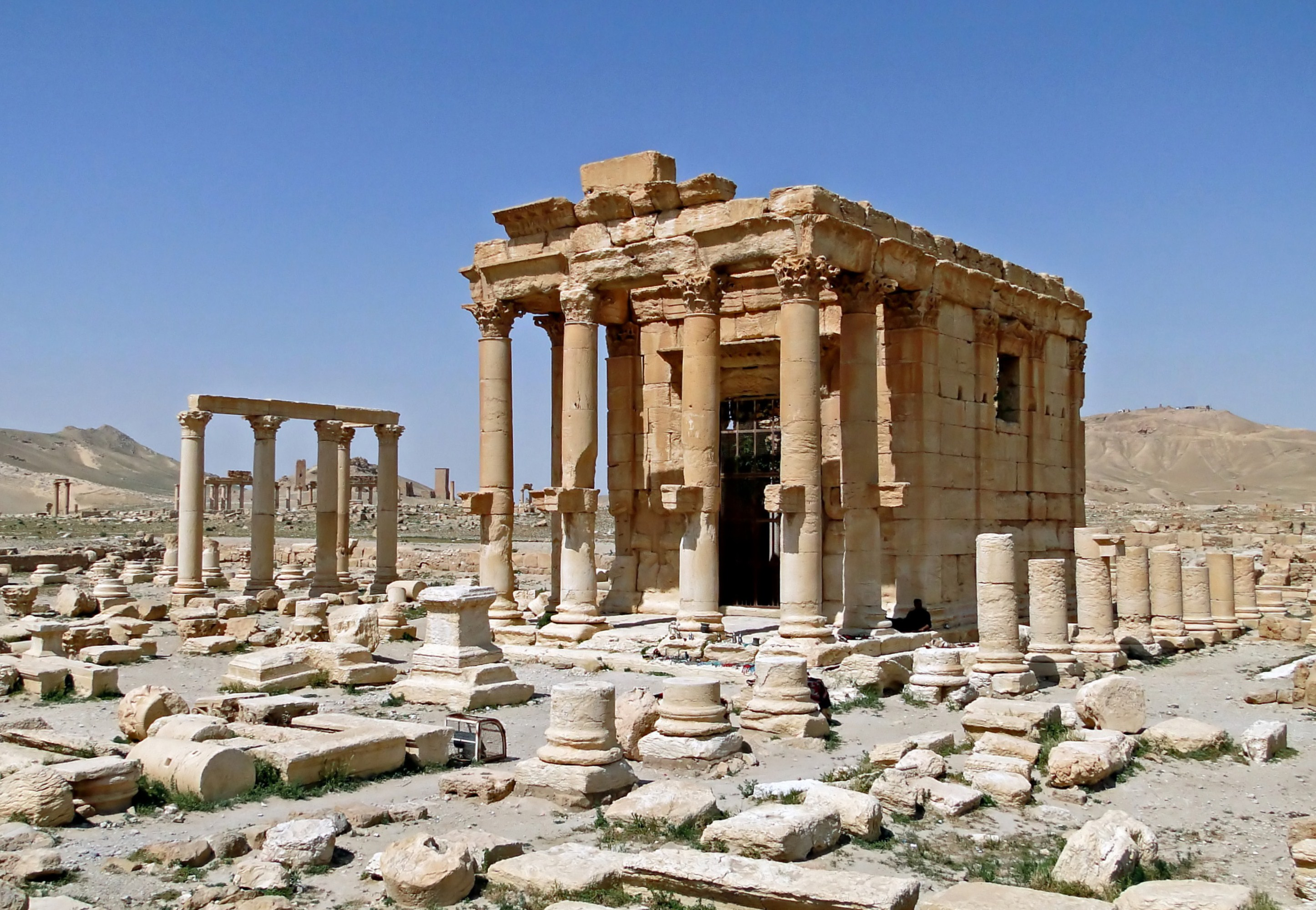
Templo de Baal-Shamin em 2010

O Templo de Baal-Shamin foi um antigo templo da era romana, construído na cidade de Palmira, na Síria, dedicado à divindade cananeia Baal-Shamin. A construção do templo é datada de meados do século II a.C.. Foi reconstruído no ano 131 d.C., enquanto o altar do tempo é datado de 115. Com a ascensão do cristianismo por todo o Império Romano no século V, o templo foi convertido em uma igreja.
Arqueólogos da Suíça foram os primeiros a fazer extensas escavações no lugar, entre 1954 e 1956. O templo era um dos monumentos mais bem preservados do sítio arqueológico de Palmira, o qual foi incluído em 1980 na lista do Patrimônio Mundial da Humanidade da UNESCO.
Em agosto de 2015, o templo foi demolido por militantes ligados ao grupo extremista que se autoproclama o Estado Islâmico (EI). Os jihadistas tomaram a cidade de Palmira em maio de 2015, no contexto da guerra civil síria, e logo começaram a pilhar e destruir incontáveis peças arqueológicas na região, incluindo o templo, o que, segundo a UNESCO, constituiu um crime de guerra.